# Чарна Домбрувка (гміна)
Гміна Чарна Домбрувка (пол. Gmina Czarna Dąbrówka) — сільська гміна у північній Польщі. Належить до Битівського повіту Поморського воєводства.
Станом на 31 грудня 2011 у гміні проживало 5755 осіб.

## Територія
Згідно з даними за 2007 рік площа гміни становила 298.28 км², у тому числі:
- орні землі: 35.00%
- ліси: 55.00%

Таким чином, площа гміни становить 13.60% площі повіту.

## Населення
Станом на 31 грудня 2011:
| Опис     | Загалом | Загалом | Чоловіки | Чоловіки | Жінки | Жінки |
| -------- | ------- | ------- | -------- | -------- | ----- | ----- |
| одиниця  | осіб    | %       | осіб     | %        | осіб  | %     |
| все      | 5755    | 100     | 2923     | 50.79    | 2832  | 49.21 |
| міське   | 0       | 100     | 0        |          | 0     |       |
| сільське | 5755    | 100     | 2923     | 50.79    | 2832  | 49.21 |

## Сусідні гміни
Гміна Чарна Домбрувка межує з такими гмінами: Битів, Божитухом, Дембниця-Кашубська, Пархово, Потенґово, Сераковіце, Цевіце.